# Jean IV de Nassau-Dillenbourg
Jean IV de Nassau-Dillenbourg (en allemand Johann IV von Nassau-Dillenburg), né en 1410 et mort en 1475, est comte de Nassau-Dillenbourg, comte de Nassau-Breda, comte de Vianden et comte de Nassau-Dietz de 1442 à 1475.

## Famille
Fils d'Englebert Ier de Nassau-Dillenbourg et de Jeanne de Polanen (nl).
En 1440, Jean IV de Nassau-Dillenbourg épouse Marie de Looz-Heinsberg (1424-1504), (fille du comte Jean II de Looz-Heinsberg). Six enfants naissent de cette union :
- Engelbert II de Nassau-Dillenbourg, (1451-1504), comte de Nassau-Dillenbourg, comte de Vianden de 1473 à 1504, stathouder des Pays-Bas de 1496 à 1504, stathouder de Flandres et gouverneur de Lille de 1486 à 1504 ; en 1468, il épouse Zimburg de Bade (1450-1501). Il a également deux enfants illégitimes ;
- Jean V de Nassau-Dillenbourg, comte de Nassau-Dillenbourg ;
- Anne de Nassau-Dillenbourg (en) (1440-1513), elle épouse en 1467 le duc Othon V de Brunswick-Lunebourg ;
- Jeanne de Nassau-Dillenbourg (en) (1444-1468) ;
- Ottilie de Nassau-Dillenbourg (†1495), prieure de Vredenburg ;
- Adrienne de Nassau-Dillenbourg (en) (1449-1477) ; en 1468, elle épouse le comte Philippe von Hanau (†1500).

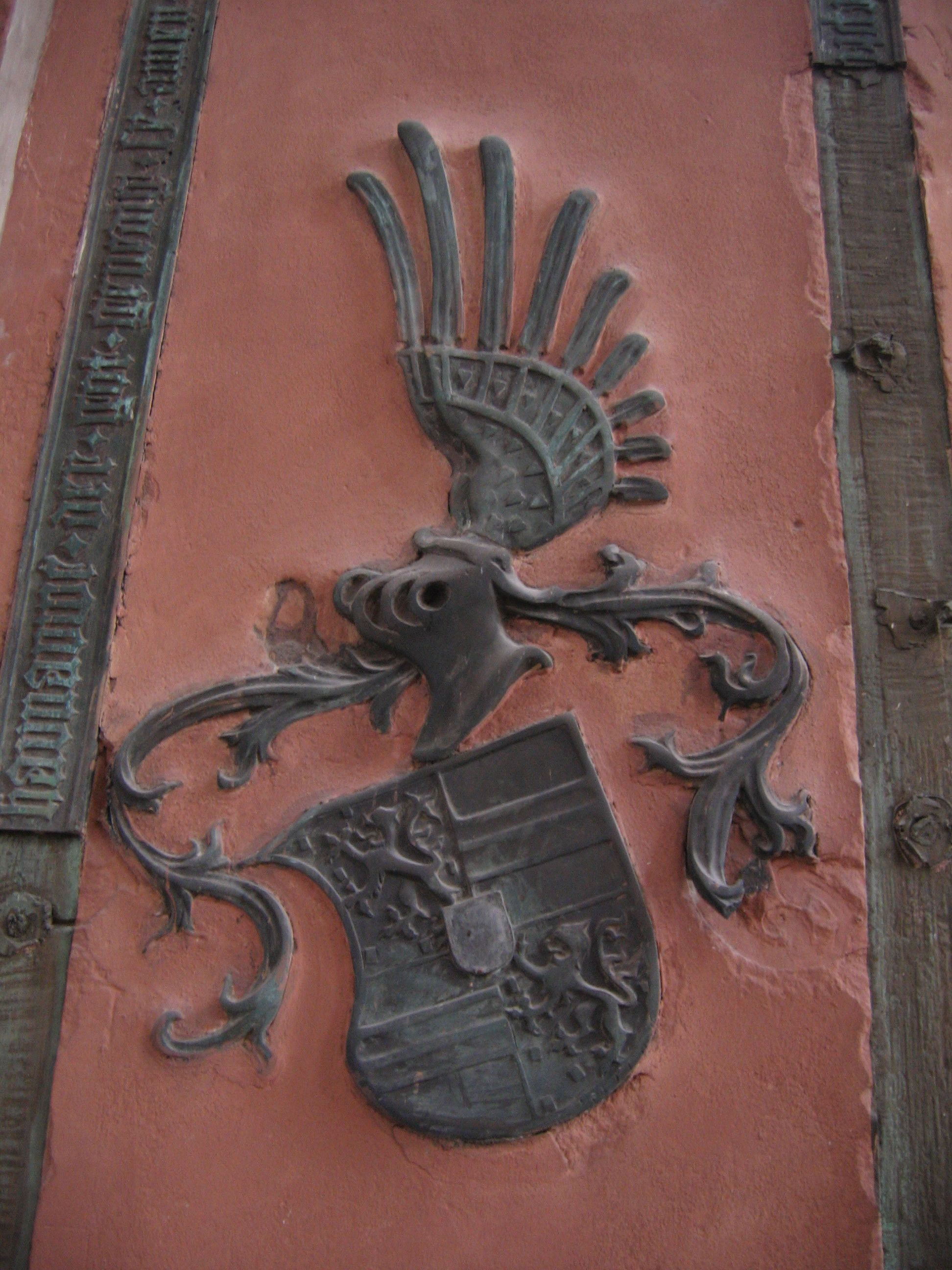
Armoiries de Jean IV d'après la stèle funéraire de sa fille Adriana dans l’Église Sainte-Marie de Hanau.

Jean IV de Nassau-Dillenbourg appartient à la lignée de Nassau-Dillenbourg, seconde branche issue de la première branche de la Maison de Nassau. La famille de Nassau-Dillenbourg appartient à la tige Ottonienne qui donna les stathouders de Flandres et des Provinces-Unies, des rois aux Pays-Bas, à l'Angleterre et à l'Écosse en la personne de Guillaume III d'Orange-Nassau.
Jean IV de Nassau-Dillenbourg est l'ancêtre de la reine Béatrix des Pays-Bas.

## Sources
- www.genroy.fr